# Western
Westernul este un gen de ficțiune care apare în diferite arte vizuale, cum ar fi film, televiziune, radio, literatură, pictură și altele. Prezintă povestiri care au acțiunea, în primul rând, în a doua jumătate a secolului al XIX-lea, până la primii ani ai sec. al XX-lea în Vestul Sălbatic american, de unde și numele acestui gen. 

## Descriere
Poveștile sale se concentrează de obicei pe viața unui cowboy nomad sau a unui pistolar, care călărește un cal și este înarmat cu un revolver și/sau o pușcă (câteodată având și un jungher).  Cowboy-ii și pistolarii poartă de obicei: pălării Stetson, baticuri mari la gât care le servea la acoperit fața în cazul furtunilor de praf și nisip pentru a nu-l inhala sau ca să nu fie recunoscuți în cazul unor atacuri, veste, pinteni, cizme de cowboy și piei de cerb (sau palton lung ori sacou, după caz). Personajele care apar des pe scenă includ: cowboys, indieni/ precolumbieni, spanioli, mexicani, bandiți, oameni ai legii, prostituate, vânători de recompense, haiduci, cartofori, soldați (în special roșiori) și coloniști (agricultori, crescători de vite ori de cai și târgoveți). Starea sufletească ori ambianța este de obicei punctată cu: muzică western (ce include muzică populară americană, cea spaniolă/mexicană), muzică country, muzică precolumbiană, muzică de New Mexico și rancheras. 
Unele westernuri se desfășoară înainte de Bătălia de la Alamo din 1836. Există, de asemenea, o serie de filme western cu personaje din timpurile contemporane, cum ar fi Bonner fiul ("Junior Bonner") care are acțiunea stabilită în anii 1970 sau Cele trei înmormântări ale lui Melquiades Estrada ("The Three Burials of Melquiades Estrada") care are acțiunea stabilită în secolul al XXI-lea.
Westernul subliniază adesea asprimea sălbăticiei și adesea plasează acțiunea într-un peisaj arid, dezolant, de deșerturi și de munți. De cele mai multe ori, vastul peisaj joacă un rol important, prezentând o „viziune mitică a câmpiilor și a deșerturilor din Vestul American.”  Cadrul specific include ferme, orașe mici de frontieră, saloane ori cârciumi, după caz, căi ferate, pustietate și forturi militare izolate ale Vestului Sălbatic. Multe westernuri folosesc o intrigă care descrie o infracțiune, apoi arată urmărirea răufăcătorului, care se termină cu răzbunarea, ce se desfășoară adesea printr-un schimb de focuri sau un duel rapid.   
Westernul prezintă uneori cât de grea și de pustie era viața pentru familiile americane aflate la frontieră. Aceste familii se confruntau cu schimbări care le putea modifica grav modul lor de viață. Acest lucru poate fi ilustrat prin conflictul dintre localnicii nativi (amerindienii) și coloniști sau Cavaleria Statelor Unite (inclusiv vestiții soldați-bizoni), între crescătorii de animale și agricultori sau amenințările asupra fermierilor datorate începutului revoluției industriale. În ciuda faptului că prezintă un loc anume și o epocă restrânsă din istoria americană, tema western a avut și încă are succes în întreaga lume.
Un subgen de western se regăsește la canadieni, numindu-se "Northern", echivalentul lui australian fiind "western cangur".
În spațiul românofon, în afară de filmele aparținând subgenurilor "clasic", "comic" și "epic" ale americanilor, foarte apreciate de publicul românesc, au mai rulat la cinematograf și pe ecranele TV, până azi, filme aparținând subgenului "Ostern" (din fostul spațiu sovietic) și al "western spaghetti"-ului.
Literatura ce abordează genul western stabilește acțiunea tot în Vestul Sălbatic american, de obicei în perioada 1860-1900. Acest gen literar a prins avânt pe la anii 1960, grație, în mare parte, a popularității unor westernuri arătate la televizor, ca Bonanza. Primul western recunoscut ca atare, de critici, a fost romanul The Virginian (1902), scris de Owen Wister. Forme literare ce împărtășesc teme similare cuprind povești despre frontiera instabilă americană, literatura gaucho a Argentinei, dar și povești despre colonizarea pustietății australiană (The Outback).
|  |  |  |  |

## Reviste în serie de benzi desenate(selecție)

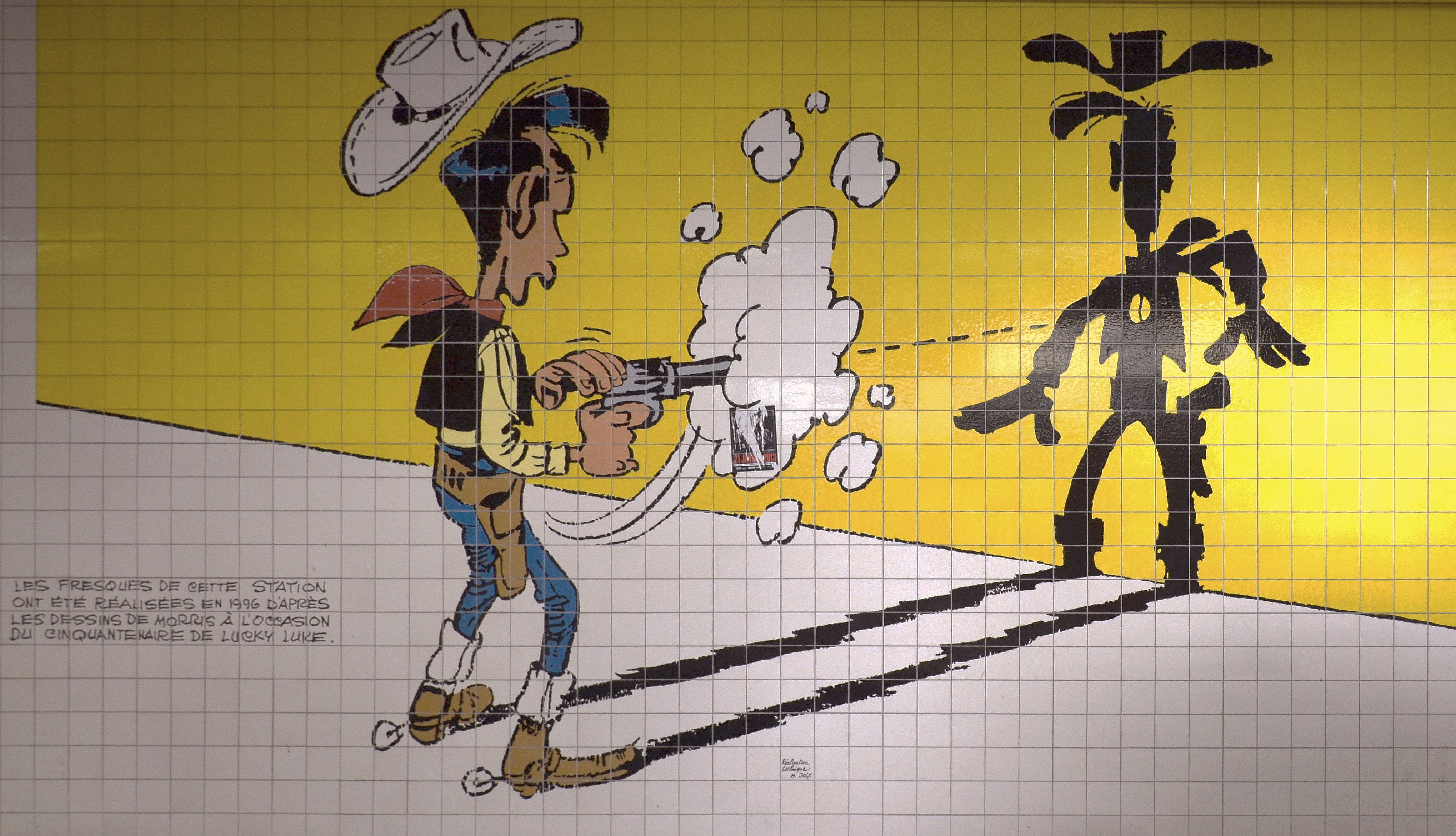
Lucky Luke

- Lucky Luke, a belgianului Morris, în colaborare cu René Goscinny și cu alții (de la 1946 până azi);
- Blueberry, a lui Jean-Michel Charlier și a francezului Mœbius (de la 1963 până azi).

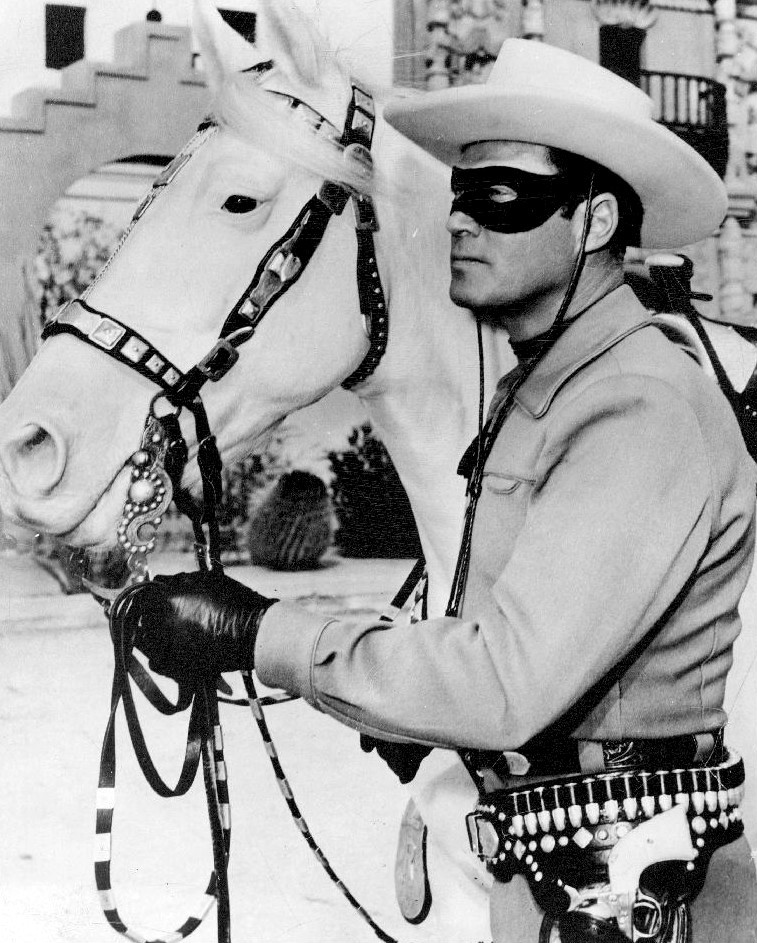
The Lone Ranger, un om al legii celebru și viteaz, a fost alături de 6 călăreți ai poliției texane, până ce toți, cu excepția lui, au fost uciși. A preferat să rămână anonim, așa că și-a dat demisia și a construit un al șaselea mormânt, despre care se presupune că îi are trupul neînsuflețit. El luptă mai departe ca om al legii, purtând o mască, pentru că „proscrișii trăiesc într-o lume a fricii. Frica de mister”.

The Lone Ranger, adică "Polițistul singuratic" (creat de Fran Striker și George W. Trendle), este un simbol perfect al cowboy-ului și al aventurii în Vestul Sălbatic, de la care au fost elaborate, de la 1933 încoace, mai multe: serii TV, filme, reviste, romane, desene animate, emisiuni radio și jucării.

## Filme (selecție)
Scenaristul și cercetătorul Eric R. Williams identifică unsprezece super-genuri în taxonomia sa a scenariștilor, susținând că toate filmele narative de lungmetraj pot fi clasificate după aceste super-genuri. Aceste 11 super-genuri sunt de acțiune, polițist, fantastic, groază, romantism, științifico-fantastic, slice of life, sport, thriller, război și western.
Exemple de filme western:
- 1903 Marele jaf al trenului (The Great Train Robbery), regia Edwin S. Porter
- 1923 Căruța cu coviltir (The Covered Wagon), regia James Cruze
- 1939 Diligența (Stagecoach), regia John Ford
- 1948 Râul roșu (Red River), regia Arthur Rosson și Howard Hawks
- 1950 Winchester '73, regia Anthony Mann
- 1954 Saskatchewan (ori Brigada eroică), regia Raoul Walsh
- 1959 Warlock, regia Edward Dmytryk
- 1957-1962 Maverick (serial), regia Roy Huggins
- 1964-1966 Trilogia Dolarilor, regia Sergio Leone (sub-gen western spaghetti)
- 1969 Butch Cassidy și Sundance Kid (Butch Cassidy and the Sundance Kid), regia George Roy Hill
- 1970 Chisum, regia Andrew V. McLglen
- 1970 Soarele alb al pustiului (Белое солнце пустыни), regia Vladimir Motyl (sub-genul eastern)
- 1970 Ned Kelly, regia Tony Richardson
- 1973, Chino, metisul, în regia lui John E. Sturges
- 1959-1973, Bonanza (serial), în regia lui David Dortort și Mark Roberts
- 1978, 1980 & 1981, Trilogia Ardelenii, în regia lui Dan Pița și Mircea Veroiu
- 1991-1992, Lucky Luke (film) & Lucky Luke 2 (miniserie), în regia lui Terence Hill, Ted Nicolaou & Richard Schlesinger
- 1993, Tombstone, în regia lui George P. Cosmatos
- 2004-2006 & 2019, Deadwood (serial și film), în regia lui David Milch și Daniel Minahan
- 2011-2016, Hell on Wheels ("Coșmarul Vestului American", serial), în regia lui Joe Gayton și Tony Gayton

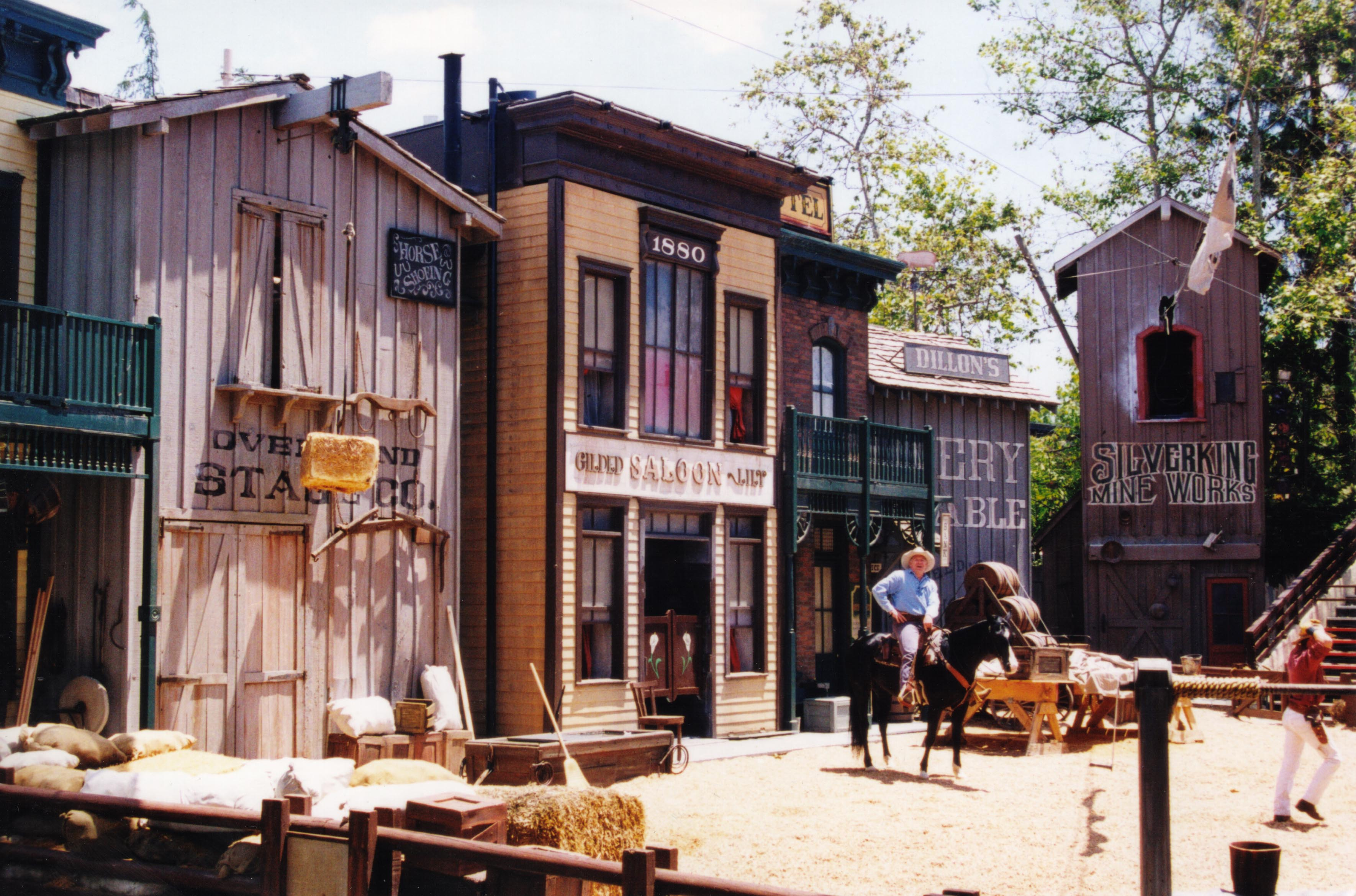
Platou western de la Casa producătoare de filme "Universal Studios" din Hollywood

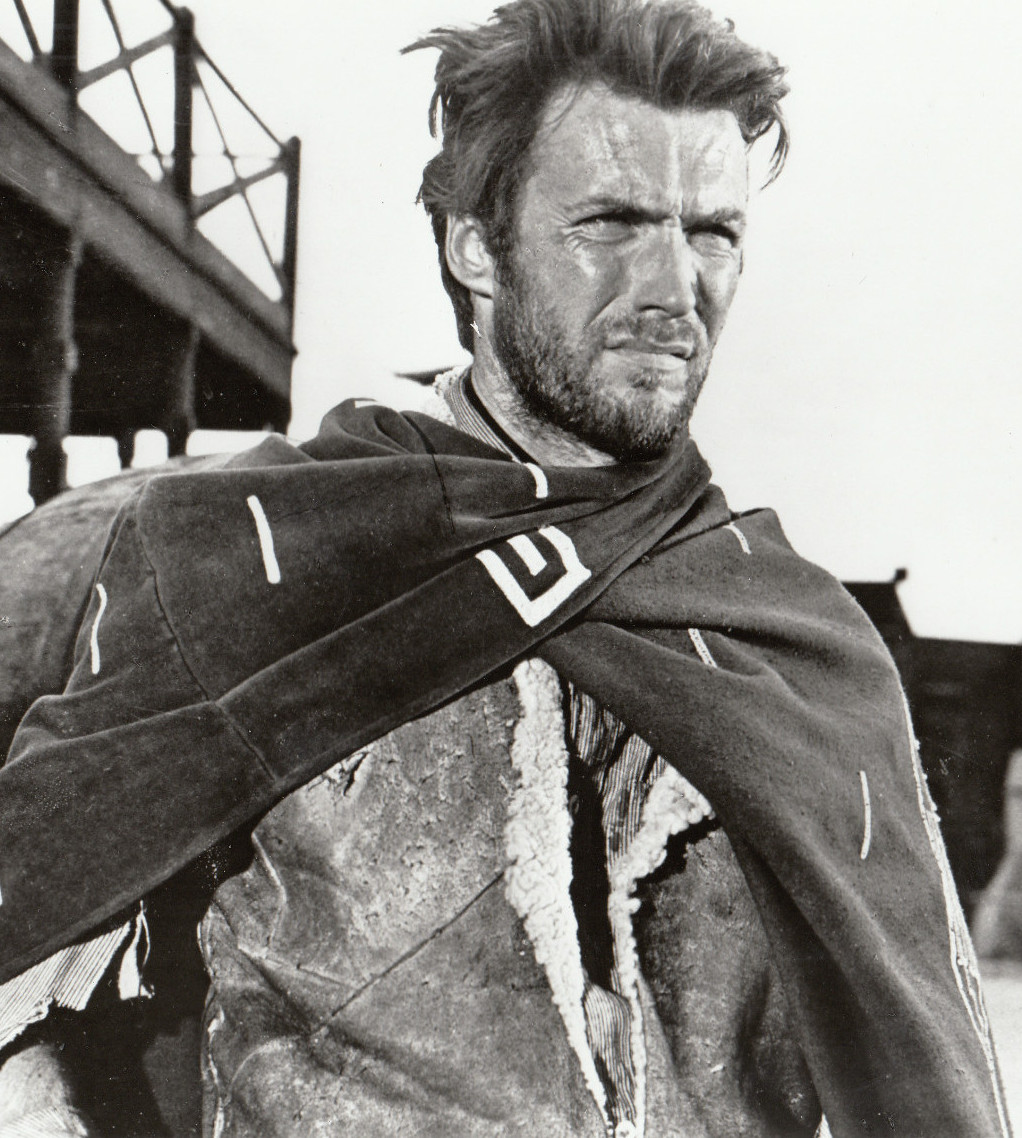
Clint Eastwood în rolul protagonistului ambiguu al Trilogiei Dolarilor (comercializat ca „Omul fără nume”), într-o imagine publicitară de la Pentru un pumn de dolari, un film de Sergio Leone